# Ото Шенк фон Ландсберг
Ото Шенк фон Ландсберг (на немски: Otto Schenk von Landsberg; * пр. 1445; † между 4 юни 1495/29 септември 1499) от влиятелния род „шенк фон Ландсберг“ е господар на Тойпиц, Зайда и Вустерхаузен до Берлин в Бранденбург, съветник на маркграфовете на Бранденбург от род Хоенцолерн.
Той е син на Ханс Шенк фон Ландсберг цу Зайда и Тойпиц († сл. 1442) и съпругата му Свенолт (Швана) фон Шьонраде, дъщеря на Райнхард (Райнер) фон Шьонраде и Свенхолт фон Мероде. Внук е на Ото Шенк фон Ландсберг цу Тойпиц, († сл. 1429) и правнук на Албрехт Шенк фон Ландсберг цу Тойпиц († сл. 1363). Потомък е на Ото фон Ландсберг († сл. 1292).
Сестра му Свенолт фон Ландсберг († 1440) се омъжва 1419 г. за Вилхелм фон Неселроде-Щайн, Вилденбург, Ломар († 1472), а сестра му Агнес фон Ландсберг († сл. 1488/1512) се омъжва пр. 16 декември 1465 г. за Хайнрих XIX/XX фон Вайда, Вилденфелс, Берг († сл. 1464/1512).
Ото Шенк фон Ландсберг е от 1460 г. съветник на маркграфовете на Бранденбург Фридрих II, Албрехт Ахилес и Йохан Цицерон. През 1461 г. той отива със свитата на саксонския херцог Вилхелм III Саксонски „Смели“, ландграф на Тюрингия, на поклонение в Светите земи. Пътуването трае 28 седмици от 26 март до 28 октомври. Те пътуват от Ваймар през Нюрнберг, Инсбрук, Бриксен, Венеция, по далматинския бряг и гръцките острови Родос и Кипер до Ява. В Светите земи те остават две седмици. Той придружава херцог Вилхелм III Смели до Йерусалим, където през 1461 г. става рицар на Светия гроб Господен. Шенк Ото иска през 1473 г. официално за курфюрст Йохан Цицерон ръката на Маргарета, дъщерята на херцог Вилхелм III Саксонски. От 1476 г. той е представител и губернатор на бранденбургския маркграф през наследствения конфликт за Глогов. Той участва през 1482 г. в договора в Каменц.

## Фамилия
Ото Шенк фон Ландсберг се жени за Амабилия фон Биберщайн-Зорау (* 30 март 1452; † 20 ноември 1507), дъщеря на Венцел фон Биберщайн в Зорау († 1472) и Агнес фон Кверфурт († 1481). Те имат седем деца:
- Албрехт Шенк фон Ландсберг в Лойтен († ок. 10 март 1517), женен за Катерина фон Шьонбург-Хойерсверда; баща на Вилхелм Шенк фон Ландсберг († 1559)
- Ханс Шенк фон Ландсберг († 1501/1507), женен за Катарина Винс
- Амабилия Шенк фон Ландсберг († сл. 1533)
- Ото Шенк фон Ландсберг († сл. 1535)
- Георг Шенк фон Ландсберг († сл. 1497), женен за Маргарета фон Гросен († 19 декември 1592)
- Хайнрих Шенк фон Ландсберг († сл. 1523/1533), женен за Катарина фон Биберщайн († сл. 1540), дъщеря на Улрих фон Биберщайн (* 1518)
- Доротея Шенк фон Ландсберг († 2 септември 1532), сгодена на 27 юли 1494 и омъжена на 19 септември или октомври 1494 г. за бургграф Хуго фон Лайзниг (* 21 юни 1465; † 21 март 1538)